# Губарь, Олег Иосифович
Олег Иосифович Губарь (16 ноября 1953, Одесса — 19 марта 2021, Одесса) — украинский прозаик, журналист, поэт, автор книг по истории Одессы.

## Биография
Родился в Одессе в еврейской семье. Отец — Иосиф Львович Губарь (1922—?), учитель математики, участник Великой Отечественной войны, награждён орденом Красного Знамени и орденом Отечественной войны. Мать — Дуся Марковна Шварц (1922—?).
Учился в средней школе № 92, бывшей одесской гимназии Иглицкого; окончил также музыкальную школу по классу скрипки.
Служил в Советской Армии, был студентом Одесского института инженеров морского флота, затем Одесского государственного университета (окончил геолого-географический факультет), археологом, геологом, рабочим-землекопом, грузчиком, слесарем, научным работником, журналистом.
Работал в газетах «Вечерняя Одесса», «Одесский вестник», «Вестник региона», в журнале «Одесса». С 2000 года входил в редколлегию и выпускал одесский литературно-художественный, историко-краеведческий альманах «Дерибасовская — Ришельевская».
Член бюро историко-краеведческой секции «Одессика» Одесского Дома учёных; президиума Одесского отделения Украинского общества охраны памятников истории и культуры; историко-топонимической и парковой комиссий Одесского горисполкома. Почётный член Всемирного клуба одесситов. Почётный член Европейского интерклуба «Дом Де Рибаса».
Автор многих книг; публикации в журналах Украины, России, Германии, Израиля.
Был четырежды женат. Дочь Мария, сыновья Фёдор, Феликс, Леонид.
Умер 19 марта 2021 года в Одесской городской больнице от осложнений, вызванных коронавирусной инфекцией.

## Премии, награды
- «За любовь к Одессе», премия Союза журналистов Украины, 1999;
- «За лучшее литературное произведение, изданное в Одессе», 2000 (за книгу «Человек с улицы Тираспольской»);
- Лауреат премии «Твои имена, Одесса», 2001; «Сетевой Дюк», 2001 (в номинации «Малая проза»);
- «За лучшую журналистскую работу», 2002 (за альманах «Дерибасовская-Ришельевская», совместно с Ф. Д. Кохрихтом и Е. М. Голубовским);
- «Золотое перо Одессы» (журналистика), 2004;
- «Одессит года — 2004» в номинации «Интеллект Одессы»;
- Дипломы Международной книжной ярмарки «Зеленая Волна» за художественные и краеведческие книги;
- Почетная грамота городского головы за организацию возвращения праха четы Воронцовых в Спасо-Преображенский собор, 2005.
- «Человек дела», 2007.
- Почётный гражданин города Одессы (2014)

## Книги, брошюры
- «Пушкин. Театр. Одесса», 1993
- Сто вопросов «за Одессу», 1994
- «Секция „Одессика“ за 30 лет», 1994
- «Академик Александр Штеренгерц», 1995 (совместно с Е. А. Поклитаром)
- «Оружие самозащиты», 1995
- «Народная икона Центральной, Левобережной и Южной Украины XVIII—XX столетий», 1997
- «Всматриваясь в лица. К 155-летию фотографии в Одессе», 1998
- «Воронцов и Воронцова», 1999
- «Человек с улицы Тираспольской», 2000 (проза)
- «Second hand», 2001 (проза)
- «Мелкое хулиганство», 2002 (проза)
- «Энциклопедия друзей», 2003
- «Odessa Memories», Washington University Press, 2003 (альбом-монография, совместно с Патрисией Херлихи, Бел Кауфман, Александром Розенбоймом, Ником Ильиным)
- «Одесса в новых памятниках, мемориальных досках и зданиях» (под патронатом Всемирного клуба одесситов), 2004
- «Оккупация: Одесса, 1941—1944», 2004 (иллюстрированный альбом, совместно с М. Б. Пойзнером и А. Л. Грабовским)
- «Моё собачье дело. Иронические очерки о старой Одессе», 2004
- «Одесса: Пале-Рояль. Иллюстрированный альбом», 2005
- «„Весы и меры“ старой Одессы», 2005
- «Телемак», 2005 (проза)
- «101 вопрос об Одессе», 2006
- «Старые дома и другие памятные места Одессы», 2006
- Участвовал в переиздании книг Доротеи Атлас (1992) и А. М. де Рибаса (2005)
- Подготовил к печати и издал книгу покойного друга, историка градостроительства Одессы В. А. Чарнецкого: «Древних стен негласное звучанье», 2001
- Подготовил к печати и издал сборник стихов и графики покойного друга, художника Юрия Коваленко: «Последний альбом», 2004
- Первые кладбища Одессы. — ТЭС, 2012 г. — ISBN 978-966-2389-55-5.
- Second hand. — ТЭС, 2012 г.
- Очерки ранней истории евреев Одессы. / предисл. М. М. Рашковецкий. — Одесса : ВМВ, 2013. — 415 с., ил.
- «Second ear». — 2014.